# Ciudadano Negrín
Ciudadano Negrín és una pel·lícula documental espanyola del 2010 dirigit per Sigfrid Monleón, Imanol Uribe i Carlos Álvarez Pérez. Fou estrenada a la secció Tiempo de Historia de la Seminci de 2010.

## Sinopsi
El documental narra la trajectòria de Juan Negrín, important científic i estadista, fill d'una família benestant i conservadora canària que fou cap del govern de la Segona República Espanyola del 1937 al 1945. Els seus darrers anys els va viure a l'exili de manera anònima, encarregat de la tutela dels seus nets Carmen i Juan, filles del seu fill Rómulo. Mai va respondre a les acusacions, maledicències i difamacions que van vessar contra ell els seus rivals i enemics polítics. A través dels seus nets ens endinsem en el seu passat familiar i professional, amb imatges d'arxiu de les seves pròpies pel·lícules domèstiques, i les opinions dels historiadors Gabriel Jackson i Ángel Viñas i els escrits del propi Negrín serveixen per detallar la seva trajectòria professional i el seu compromís polític, mostrant l'home amagat darrera la càmera que fou enterrat en l'anonimat.

## Nominacions
Fou nominada al Goya al millor documental en els XXV Premis Goya. Es va produir una petita polèmica perquè el documental, després de ser emès per RTVE el 26 de gener de 2012 fou retirat immediatament de la pàgina web de RTVE, a diferència d'altres documentals nominats als Premis Goya. Això va provocar una carta oberta del fill d'un exiliat republicà a Carmen Negrín, filla de Juan Negrín, tot acusant la direcció de RTVE de censura.